# La Grâce (Julio Romero de Torres)
Pour les articles homonymes, voir La Grâce.

La Grâce (en espagnol : La gracia) est un tableau du peintre espagnol Julio Romero de Torres. Elle fait pendant au Péché. L'œuvre a été présentée à l'Exposition nationale de beaux-arts en 1915. En 2000, elle a été achetée par la mairie de Cordoue pour 380 000 livres lors d'une vente publique organisée par la maison Sotheby's. Elle est actuellement exposée au musée Julio Romero de Torres, à Cordoue. 
Le corps d'une femme demi-nue est soutenu par deux religieuses, l'une debout, l'autre à genoux. Derrière le corps, une vieille femme regarde la scène. Sur la droite, une jeune femme sèche ses larmes avec un mouchoir qu'elle tient dans sa main droite ; elle tient un lys dans sa main gauche. À l'arrière-plan, on peut distinguer le fleuve Guadalquivir, le pont romain de Cordoue et la tour de la Calahorra, à gauche le cimetière San Rafael et à droite l'église Santa Marina.